# Lasius buccatus
Lasius buccatus är en myrart som beskrevs av Staercke 1942. Lasius buccatus ingår i släktet Lasius och familjen myror. Inga underarter finns listade i Catalogue of Life.